# Драгаш
Драгаш (алб. Dragash) је градско насеље и седиште општине Гора у Србији, које се налази у јужном делу Косова и Метохије и припада Призренском управном округу. Према попису из 2011. године било је 1.098 становника. Некада је Драгаш био средиште Горског среза.

## Становништво
Према 1981. године град је био већински насељен Горанцима (исламизовани Срби). Након рата 1999. године малобројни православни Срби напуштају Драгаш. Одлуком институција самопроглашене Републике Косово формирана је општина Драгаш са седиштем у Драгашу, која поред насеља општине Гора обухвата и опољска насеља насељена Албанцима.
| Етнички састав према попису из 1981.‍ | Етнички састав према попису из 1981.‍ | Етнички састав према попису из 1981.‍ | Етнички састав према попису из 1981.‍ | Етнички састав према попису из 1981.‍ |
| ------------------------------------ | ------------------------------------ | ------------------------------------ | ------------------------------------ | ------------------------------------ |
|                                      |                                      |                                      |                                      |                                      |
| Муслимани (Горанци)                  | Муслимани (Горанци)                  |                                      | 771                                  | 69,2%                                |
| Албанци                              | Албанци                              |                                      | 246                                  | 22,1%                                |
| Срби                                 | Срби                                 |                                      | 61                                   | 5,5%                                 |
| Укупно: 1.114                        |                                      |                                      |                                      |                                      |

| Етнички састав према попису из 2011.‍ | Етнички састав према попису из 2011.‍ | Етнички састав према попису из 2011.‍ | Етнички састав према попису из 2011.‍ | Етнички састав према попису из 2011.‍ |
| ------------------------------------ | ------------------------------------ | ------------------------------------ | ------------------------------------ | ------------------------------------ |
|                                      |                                      |                                      |                                      |                                      |
| Горанци                              | Горанци                              |                                      | 567                                  | 51,6%                                |
| Албанци                              | Албанци                              |                                      | 498                                  | 45,3%                                |
| Бошњаци                              | Бошњаци                              |                                      | 18                                   | 1,6%                                 |
| Укупно: 1.098                        |                                      |                                      |                                      |                                      |

Број становника на пописима:
|             | \| Демографија[5] \| Демографија[5] \| Демографија[5] \| \| Година \| Становника \| Становника \| \| -------------- \| -------------- \| -------------- \| \| 1948. \| 408 \| \| \| 1953. \| 480 \| \| \| 1961. \| 612 \| \| \| 1971. \| 694 \| \| \| 1981. \| 1.114 \| \| \| 1991. \| 1.532 \| \| |            |
| Демографија | |            |
| Година      | Становника | Становника |
| 1948.       | 408 |            |
| 1953.       | 480 |            |
| 1961.       | 612 |            |
| 1971.       | 694 |            |
| 1981.       | 1.114 |            |
| 1991.       | 1.532 |            |